# الکس دوس سانتوس
الکس دوس سانتوس (انگلیسی: Álex dos Santos؛ زادهٔ ۱۵ ژانویهٔ ۱۹۹۹) بازیکن فوتبال اهل برزیل است.